# Taumascopio

Riproduzione grafica delle immagini che è possibile ottenere da un taumascopio.

Il taumascopio (chiamato anche teleidoscopio dall'inglese teleidoscope)  è un cilindro o un prisma di materiale opaco (tipicamente legno o plastica), simile al caleidoscopio, con pareti interne rivestite di specchi ma, a differenza del caleidoscopio, è privo di oggetti al suo interno. 
In alcuni modelli di taumascopio è presente una lente biconvessa con grande aberrazione sferica ad una delle due estremità, con la triplice funzione di impedire l'inserimento di oggetti estranei, deformare l'immagine in ingresso, e permettere all'osservatore di appoggiare completamente il taumascopio alla superficie da osservare senza che venga impedito l'ingresso di luce (e quindi la visione di immagini).
Fu inventato dall'inventore americano John Burnside.

## Etimologia
Il termine taumascopio deriva dal greco dall'accostamento delle parole "θαὓμα" (thayma), "meraviglia", e "σκοπέω" (skopèō), "guardo".

## Utilizzo
Il taumascopio, a differenza del caleidoscopio, permette di riprodurre immagini esterne ad esso, va quindi posto con un'estremità a breve distanza da una superficie (preferibilmente colorata o che presenti un pattern regolare), per poter osservare all'altra estremità le figure simmetriche create dalla riflessione dell'immagine ad opera delle pareti interne del taumascopio. 
Il taumascopio può essere utilizzato anche come si farebbe con un cannocchiale, puntandolo verso un oggetto lontano e osservando l'immagine che si crea.